# Strade Bianche 2024
La Strade Bianche 2024, divuitena edició de la Strade Bianche, es disputà el dissabte 2 de març de 2024 sobre un recorregut de 215 km. La cursa formava part del calendari de l'UCI World Tour 2024 amb una categoria 1.UWT.
El vencedor final fou l'eslovè Tadej Pogačar (UAE Team Emirates), que s'imposà en solitari en l'arribada a Siena amb més de dos minuts i mig sobre Toms Skujiņš (Lidl-Trek) i Maxim Van Gils (Lotto Dstny), segon i tercer respectivament. Pogačar va basar el seu triomf en un atac a manca de 80 quilòmetres, en el tram de Monte Sante Marie, quan deixà enrere a la resta de participants i ràpidament aconseguí més de dos minuts sobre els seus immediats perseguidors, una distància que en cap moment van poder retallar.

## Recorregut
L'edició del 2024 allarga el recorregut en uns trentena de quilòmetres respecte edicions anteriors. Compta amb 215 quilòmetres amb la incorporació d'un bucle addicional a la part final i la presència de quinze sectors de camins de terra en lloc dels onze de l'any anterior, acumulant un total de 71,5 quilòmetres per aquests camins. El desnivell positiu passa dels 3.073 metres als 3.674 metres.
Sectors de strade bianche
| Núm. de sector | Nom                                          | Inici (Km des de la sortida) | Llargada | Difficultat | Km de pujada | Pendent màxim |
| -------------- | -------------------------------------------- | ---------------------------- | -------- | ----------- | ------------ | ------------- |
| 1              | Vidritta                                     | 14                           | 2,1      | *           | -            | -             |
| 2              | Bagnaia                                      | 21,3                         | 5,8      | ***         | 3,2          | 15%           |
| 3              | Radi                                         | 33,4                         | 4,4      | **          | 1.5          | 12%           |
| 4              | La Piana                                     | 44,1                         | 5,5      | **          | -            | -             |
| 5              | Lucignano d'Asso                             | 76,8                         | 11,9     | ***         | -            | -             |
| 6              | Pieve a Salti                                | 89,7                         | 8,0      | ****        | 2            | 11%           |
| 7              | San Martino in Grania                        | 112,7                        | 9,5      | *****       | 5,6          | 12%           |
| 8              | Monte Sante Marie (sector Fabian Cancellara) | 131,0                        | 11,5     | *****       | 4,5          | 18%           |
| 9              | Monteaperti                                  | 161,3                        | 0,8      | **          | 0,6          | 13%           |
| 10             | Colle Pinzuto                                | 165,7                        | 2,4      | ****        | 2,5          | 15%           |
| 11             | Le Tolfe                                     | 171,9                        | 1,1      | ****        | 0,5          | 18%           |
| 12             | Strada del Castagno                          | 175,4                        | 0,7      | ***         | -            |               |
| 13             | Montechiaro                                  | 189,2                        | 3,3      | **          | -            |               |
| 14             | Colle Pinzuto                                | 195,9                        | 2,4      | ****        | 2,5          | 15%           |
| 15             | Le Tolfe                                     | 202,2                        | 1,1      | ****        | 0,5          | 18%           |

## Equips participants
En aquesta edició l'organització va convidar a vint-i-cinc equips: els divuit equips UCI WorldTeams i set UCI ProTeams.
| WorldTeams (18)- Alpecin-Deceuninck - Arkéa-B&B Hotels - Astana Qazaqstan Team - Bahrain Victorious - Bora-Hansgrohe - Cofidis - Decathlon-AG2R La Mondiale - EF Education-EasyPost - Groupama-FDJ - Ineos Grenadiers - Intermarché-Wanty - Lidl-Trek - Movistar Team - Soudal Quick-Step - Team dsm-firmenich PostNL - Team Jayco AlUla - Team Visma \| Lease a Bike - UAE Team Emirates ProTeams (7)- Israel-Premier Tech - Lotto Dstny - Q36.5 Pro Cycling Team - Corratec-Vini Fantini - Polti Kometa - Tudor Pro Cycling Team - Uno-X Mobility |
| |

## Classificació final
| \| Classificació general \| Classificació general \| Classificació general \| Classificació general \| Classificació general \| \| Corredor \| Corredor \| Equip \| Temps \| \| \| --------------------- \| --------------------- \| -------------------------- \| --------------------- \| --------------------- \| \| 1r \| Tadej Pogačar \| UAE Team Emirates \| 5h 19' 45" \| \| \| 2n \| Toms Skujiņš \| Lidl-Trek \| + 2' 44" \| \| \| 3r \| Maxim Van Gils \| Lotto Dstny \| + 2' 47" \| \| \| 4t \| Thomas Pidcock \| Ineos Grenadiers \| + 3' 50" \| \| \| 5è \| Matej Mohorič \| Bahrain Victorious \| + 4' 26" \| \| \| 6è \| Benoît Cosnefroy \| Decathlon-AG2R La Mondiale \| + 4' 39" \| \| \| 7è \| Davide Formolo \| Movistar Team \| + 4' 41" \| \| \| 8è \| Lenny Martinez \| Groupama-FDJ \| + 4' 48" \| \| \| 9è \| Filippo Zana \| Team Jayco AlUla \| + 4' 49" \| \| \| 10è \| Christophe Laporte \| Team Visma \\| Lease a Bike \| + 5' 17" \| \| |                    |                            |            |
| |                    |                            |            |
| Font: ProCyclingStats |                    |                            |            |
| Classificació general |                    |                            |            |
| Corredor | Corredor           | Equip                      | Temps      |
| 1r | Tadej Pogačar      | UAE Team Emirates          | 5h 19' 45" |
| 2n | Toms Skujiņš       | Lidl-Trek                  | + 2' 44"   |
| 3r | Maxim Van Gils     | Lotto Dstny                | + 2' 47"   |
| 4t | Thomas Pidcock     | Ineos Grenadiers           | + 3' 50"   |
| 5è | Matej Mohorič      | Bahrain Victorious         | + 4' 26"   |
| 6è | Benoît Cosnefroy   | Decathlon-AG2R La Mondiale | + 4' 39"   |
| 7è | Davide Formolo     | Movistar Team              | + 4' 41"   |
| 8è | Lenny Martinez     | Groupama-FDJ               | + 4' 48"   |
| 9è | Filippo Zana       | Team Jayco AlUla           | + 4' 49"   |
| 10è | Christophe Laporte | Team Visma \| Lease a Bike | + 5' 17"   |

## Llista de participants
| Ineos Grenadiers IGD                                | Ineos Grenadiers IGD     | Ineos Grenadiers IGD |
| --------------------------------------------------- | ------------------------ | -------------------- |
| Núm                                                 | Ciclista                 | Pos                  |
| 1                                                   | Thomas Pidcock (GBR)     | 4t                   |
| 2                                                   | Thymen Arensman (NED)    | DNF                  |
| 3                                                   | Geraint Thomas (GBR)     | 71è                  |
| 4                                                   | Kim Heiduk (GER)         | 72è                  |
| 5                                                   | Michał Kwiatkowski (POL) | DNF                  |
| 6                                                   | Salvatore Puccio (ITA)   | DNF                  |
| 7                                                   | Magnus Sheffield (USA)   | 18è                  |
| Director esportiu: Dario David Cioni, Kurt Bogaerts |                          |                      |

| Alpecin-Deceuninck ADC                                  | Alpecin-Deceuninck ADC      | Alpecin-Deceuninck ADC |
| ------------------------------------------------------- | --------------------------- | ---------------------- |
| Núm                                                     | Ciclista                    | Pos                    |
| 11                                                      | Quinten Hermans (BEL)       | 69è                    |
| 12                                                      | Nicola Conci (ITA)          | FC                     |
| 13                                                      | Michael Gogl (AUT)          | 63è                    |
| 14                                                      | Juri Hollmann (GER)         | 87è                    |
| 15                                                      | Oscar Riesebeek (NED)       | DNF                    |
| 16                                                      | Fabio Van den Bossche (BEL) | DNF                    |
| 17                                                      | Gianni Vermeersch (BEL)     | 32è                    |
| Director esportiu: Christoph Roodhooft, Gianni Meersman |                             |                        |

| Arkéa-B&B Hotels ARK              | Arkéa-B&B Hotels ARK            | Arkéa-B&B Hotels ARK |
| --------------------------------- | ------------------------------- | -------------------- |
| Núm                               | Ciclista                        | Pos                  |
| 21                                | Vincenzo Albanese (ITA)         | 97è                  |
| 22                                | Anthony Delaplace (FRA)         | DNF                  |
| 23                                | Simon Guglielmi (FRA)           | DNF                  |
| 24                                | Cristián Rodríguez Martín (ESP) | DNF                  |
| 25                                | Kévin Ledanois (FRA)            | DNF                  |
| 26                                | Kévin Vauquelin (FRA)           | 21è                  |
| 27                                | Clément Venturini (FRA)         | 42è                  |
| Director esportiu: Mickael Leveau |                                 |                      |

| Astana Qazaqstan Team AST                       | Astana Qazaqstan Team AST     | Astana Qazaqstan Team AST |
| ----------------------------------------------- | ----------------------------- | ------------------------- |
| Núm                                             | Ciclista                      | Pos                       |
| 31                                              | Simone Velasco (ITA) (ruta)   | 59è                       |
| 32                                              | Yevgeniy Fedorov (KAZ)        | DNF                       |
| 33                                              | Gianmarco Garofoli (ITA)      | 33è                       |
| 34                                              | Michele Gazzoli (ITA)         | DNF                       |
| 35                                              | Gleb Brussenskiy (KAZ) (ruta) | DNF                       |
| 36                                              | Harold Martín López (ECU)     | FC                        |
| 37                                              | Ide Schelling (NED)           | 76è                       |
| Director esportiu: Mark Renshaw, Stefano Zanini |                               |                           |

| Bora-Hansgrohe BOH                                    | Bora-Hansgrohe BOH           | Bora-Hansgrohe BOH |
| ----------------------------------------------------- | ---------------------------- | ------------------ |
| Núm                                                   | Ciclista                     | Pos                |
| 41                                                    | Sergio Higuita García (COL)  | 34è                |
| 42                                                    | Giovanni Aleotti (ITA)       | DNF                |
| 43                                                    | Cesare Benedetti (POL)       | DNF                |
| 44                                                    | Patrick Gamper (AUT)         | DNF                |
| 45                                                    | Lennard Kämna (GER)          | 20è                |
| 46                                                    | Jonas Koch (GER)             | DNF                |
| 47                                                    | Daniel Martínez Poveda (COL) | 37è                |
| Director esportiu: Enrico Gasparotto, Christian Pömer |                              |                    |

| Cofidis COF                                           | Cofidis COF                    | Cofidis COF |
| ----------------------------------------------------- | ------------------------------ | ----------- |
| Núm                                                   | Ciclista                       | Pos         |
| 51                                                    | Guillaume Martin (FRA)         | 67è         |
| 52                                                    | Thomas Champion (FRA)          | 54è         |
| 53                                                    | Eddy Finé (FRA)                | DNF         |
| 54                                                    | Jonathan Lastra Martínez (ESP) | 98è         |
| 55                                                    | Simon Geschke (GER)            | 52è         |
| 56                                                    | Axel Mariault (FRA)            | DNF         |
| 57                                                    | Axel Zingle (FRA)              | 85è         |
| Director esportiu: Yvonnick Bolgiani, Roberto Damiani |                                |             |

| Team Corratec-Vini Fantini COR                        | Team Corratec-Vini Fantini COR | Team Corratec-Vini Fantini COR |
| ----------------------------------------------------- | ------------------------------ | ------------------------------ |
| Núm                                                   | Ciclista                       | Pos                            |
| 61                                                    | Valerio Conti (ITA)            | DNF                            |
| 62                                                    | Davide Baldaccini (ITA)        | DNF                            |
| 63                                                    | Niccolò Bonifazio (ITA)        | DNF                            |
| 64                                                    | Valentin Darbellay (SUI)       | 84è                            |
| 65                                                    | Lorenzo Quartucci (ITA)        | 51è                            |
| 66                                                    | Kristian Sbaragli (ITA)        | 83è                            |
| 67                                                    | Mark Stewart (GBR)             | DNF                            |
| Director esportiu: Francesco Frassi, Marco Zamparella |                                |                                |

| Decathlon-AG2R La Mondiale DAT  | Decathlon-AG2R La Mondiale DAT | Decathlon-AG2R La Mondiale DAT |
| ------------------------------- | ------------------------------ | ------------------------------ |
| Núm                             | Ciclista                       | Pos                            |
| 71                              | Benoît Cosnefroy (FRA)         | 6è                             |
| 72                              | Jaakko Hänninen (FIN)          | 88è                            |
| 73                              | Jordan Labrosse (FRA)          | DNF                            |
| 74                              | Paul Lapeira (FRA)             | 74è                            |
| 75                              | Bastien Tronchon (FRA)         | 26è                            |
| 76                              | Andrea Vendrame (ITA)          | 22è                            |
| 77                              | Nans Peters (FRA)              | 28è                            |
| Director esportiu: Cyril Dessel |                                |                                |

| EF Education-EasyPost EFE                        | EF Education-EasyPost EFE        | EF Education-EasyPost EFE |
| ------------------------------------------------ | -------------------------------- | ------------------------- |
| Núm                                              | Ciclista                         | Pos                       |
| 81                                               | Richard Carapaz Montenegro (ECU) | 24è                       |
| 82                                               | Alberto Bettiol (ITA)            | 70è                       |
| 83                                               | Stefan de Bod (RSA)              | DNF                       |
| 84                                               | Ben Healy (IRL) (ruta)           | 12è                       |
| 85                                               | Mikkel Frølich Honoré (DEN)      | 47è                       |
| 86                                               | Neilson Powless (USA)            | 86è                       |
| 87                                               | James Shaw (GBR)                 | 78è                       |
| Director esportiu: Matti Breschel, Ken Vanmarcke |                                  |                           |

| Groupama-FDJ GFC                              | Groupama-FDJ GFC              | Groupama-FDJ GFC |
| --------------------------------------------- | ----------------------------- | ---------------- |
| Núm                                           | Ciclista                      | Pos              |
| 91                                            | Valentin Madouas (FRA) (ruta) | 15è              |
| 92                                            | Lewis Askey (GBR)             | 104è             |
| 93                                            | Lorenzo Germani (ITA)         | 94è              |
| 94                                            | Romain Grégoire (FRA)         | 39è              |
| 95                                            | Lenny Martinez (FRA)          | 8è               |
| 96                                            | Olivier Le Gac (FRA)          | 73è              |
| 97                                            | Fabian Lienhard (SUI)         | 89è              |
| Director esportiu: Yvon Caër, Jussi Veikkanen |                               |                  |

| Intermarché-Wanty IWA              | Intermarché-Wanty IWA   | Intermarché-Wanty IWA |
| ---------------------------------- | ----------------------- | --------------------- |
| Núm                                | Ciclista                | Pos                   |
| 101                                | Lorenzo Rota (ITA)      | 29è                   |
| 102                                | Francesco Busatto (ITA) | 14è                   |
| 103                                | Kevin Colleoni (ITA)    | DNF                   |
| 104                                | Tom Paquot (BEL)        | DNF                   |
| 105                                | Simone Petilli (ITA)    | 91è                   |
| 106                                | Dion Smith (NZL)        | 58è                   |
| 107                                | Rein Taaramäe (EST)     | DNF                   |
| Director esportiu: Laurenzo Lapage |                         |                       |

| Israel-Premier Tech IPT                        | Israel-Premier Tech IPT | Israel-Premier Tech IPT |
| ---------------------------------------------- | ----------------------- | ----------------------- |
| Núm                                            | Ciclista                | Pos                     |
| 111                                            | Stephen Williams (GBR)  | 75è                     |
| 112                                            | Simon Clarke (AUS)      | 46è                     |
| 113                                            | Marco Frigo (ITA)       | DNF                     |
| 114                                            | Krists Neilands (LAT)   | 16è                     |
| 115                                            | Nadav Raisberg (ISR)    | 100è                    |
| 116                                            | Riley Sheehan (USA)     | 105è                    |
| 117                                            | Dylan Teuns (BEL)       | 23è                     |
| Director esportiu: Rik Verbrugghe, Steve Bauer |                         |                         |

| Lidl-Trek LTK                                         | Lidl-Trek LTK              | Lidl-Trek LTK |
| ----------------------------------------------------- | -------------------------- | ------------- |
| Núm                                                   | Ciclista                   | Pos           |
| 121                                                   | Andrea Bagioli (ITA)       | 82è           |
| 122                                                   | Fabio Felline (ITA)        | DNF           |
| 123                                                   | Jacopo Mosca (ITA)         | 60è           |
| 124                                                   | Quinn Simmons (USA) (ruta) | DNF           |
| 125                                                   | Toms Skujiņš (LAT)         | 2n            |
| 126                                                   | Edward Theuns (BEL)        | DNF           |
| 127                                                   | Mathias Vacek (CZE) (ruta) | DNF           |
| Director esportiu: Steven de Jongh, Iaroslav Popòvitx |                            |               |

| Lotto Dstny LTD                                    | Lotto Dstny LTD           | Lotto Dstny LTD |
| -------------------------------------------------- | ------------------------- | --------------- |
| Núm                                                | Ciclista                  | Pos             |
| 131                                                | Maxim Van Gils (BEL)      | 3r              |
| 132                                                | Jenno Berckmoes (BEL)     | 92è             |
| 133                                                | Logan Currie (NZL)        | 65è             |
| 134                                                | Johannes Adamietz (GER)   | DNF             |
| 135                                                | Arjen Livyns (BEL)        | DNF             |
| 136                                                | Lennert Van Eetvelt (BEL) | 11è             |
| 137                                                | Sylvain Moniquet (BEL)    | DNF             |
| Director esportiu: Mario Aerts, Kurt Van De Wouwer |                           |                 |

| Movistar Team MOV                                     | Movistar Team MOV               | Movistar Team MOV |
| ----------------------------------------------------- | ------------------------------- | ----------------- |
| Núm                                                   | Ciclista                        | Pos               |
| 141                                                   | Davide Formolo (ITA)            | 7è                |
| 142                                                   | Carlos Canal Blanco (ESP)       | 25è               |
| 143                                                   | Iván García Cortina (ESP)       | 43è               |
| 144                                                   | Nélson Oliveira (POR)           | 36è               |
| 145                                                   | Vinicius Rangel Costa (BRA)     | 102è              |
| 146                                                   | Sergio Samitier (ESP)           | 93è               |
| 147                                                   | Gonzalo Serrano Rodríguez (ESP) | 35è               |
| Director esportiu: Xabier Muriel, Maximilian Sciandri |                                 |                   |

| Q36.5 Pro Cycling Team Q36            | Q36.5 Pro Cycling Team Q36       | Q36.5 Pro Cycling Team Q36 |
| ------------------------------------- | -------------------------------- | -------------------------- |
| Núm                                   | Ciclista                         | Pos                        |
| 151                                   | Gianluca Brambilla (ITA)         | DNF                        |
| 152                                   | Walter Calzoni (ITA)             | DNF                        |
| 153                                   | Filippo Conca (ITA)              | 62è                        |
| 154                                   | David de la Cruz Melgarejo (ESP) | DNF                        |
| 155                                   | Mark Donovan (GBR)               | 45è                        |
| 156                                   | Alessandro Fancellu (ITA)        | DNF                        |
| 157                                   | James Whelan (AUS)               | DNF                        |
| Director esportiu: Gabriele Missaglia |                                  |                            |

| Soudal Quick-Step SOQ                               | Soudal Quick-Step SOQ    | Soudal Quick-Step SOQ |
| --------------------------------------------------- | ------------------------ | --------------------- |
| Núm                                                 | Ciclista                 | Pos                   |
| 161                                                 | Julian Alaphilippe (FRA) | DNF                   |
| 162                                                 | Kasper Asgreen (DEN)     | 40è                   |
| 163                                                 | Josef Černý (CZE)        | DNF                   |
| 164                                                 | Antoine Huby (FRA)       | 56è                   |
| 165                                                 | Paul Magnier (FRA)       | DNF                   |
| 166                                                 | Pieter Serry (BEL)       | DNF                   |
| 167                                                 | Mauri Vansevenant (BEL)  | 41è                   |
| Director esportiu: Davide Bramati, Wilfried Peeters |                          |                       |

| Team dsm-firmenich PostNL DFP   | Team dsm-firmenich PostNL DFP | Team dsm-firmenich PostNL DFP |
| ------------------------------- | ----------------------------- | ----------------------------- |
| Núm                             | Ciclista                      | Pos                           |
| 171                             | Romain Bardet (FRA)           | 17è                           |
| 172                             | Warren Barguil (FRA)          | DNF                           |
| 173                             | Romain Combaud (FRA)          | DNF                           |
| 174                             | Bram Welten (NED)             | DNF                           |
| 175                             | Chris Hamilton (AUS)          | 64è                           |
| 176                             | Frank van den Broek (NED)     | 61è                           |
| 177                             | Kevin Vermaerke (USA)         | 30è                           |
| Director esportiu: Luke Roberts |                               |                               |

| Team Jayco AlUla JAY                            | Team Jayco AlUla JAY          | Team Jayco AlUla JAY |
| ----------------------------------------------- | ----------------------------- | -------------------- |
| Núm                                             | Ciclista                      | Pos                  |
| 181                                             | Davide De Pretto (ITA)        | DNF                  |
| 182                                             | Lawson Craddock (USA)         | DNF                  |
| 183                                             | Alessandro De Marchi (ITA)    | 81è                  |
| 184                                             | Felix Engelhardt (GER)        | DNF                  |
| 185                                             | Christopher Juul-Jensen (DEN) | DNF                  |
| 186                                             | Rudy Porter (AUS)             | 53è                  |
| 187                                             | Filippo Zana (ITA)            | 9è                   |
| Director esportiu: Pieter Weening, Valerio Piva |                               |                      |

| Team Polti Kometa PTK                               | Team Polti Kometa PTK       | Team Polti Kometa PTK |
| --------------------------------------------------- | --------------------------- | --------------------- |
| Núm                                                 | Ciclista                    | Pos                   |
| 191                                                 | Davide De Cassan (ITA)      | DNF                   |
| 192                                                 | Erik Fetter (HUN)           | DNF                   |
| 193                                                 | Germán Darío Gómez (COL)    | DNF                   |
| 194                                                 | Francisco Muñoz Llana (ESP) | 79è                   |
| 195                                                 | Andrea Pietrobon (ITA)      | FC                    |
| 196                                                 | Alex Martin (ESP)           | DNF                   |
| 197                                                 | Diego Sevilla (ESP)         | DNF                   |
| Director esportiu: Stefano Zanatta, Giovanni Ellena |                             |                       |

| Team Visma \| Lease a Bike TVL                        | Team Visma \| Lease a Bike TVL | Team Visma \| Lease a Bike TVL |
| ----------------------------------------------------- | ------------------------------ | ------------------------------ |
| Núm                                                   | Ciclista                       | Pos                            |
| 201                                                   | Christophe Laporte (FRA)       | 10è                            |
| 202                                                   | Sepp Kuss (USA)                | DNF                            |
| 203                                                   | Bart Lemmen (NED)              | 44è                            |
| 204                                                   | Ben Tulett (GBR)               | 95è                            |
| 205                                                   | Tosh Van der Sande (BEL)       | DNF                            |
| 206                                                   | Attila Valter (HUN) (ruta)     | 19è                            |
| 207                                                   | Julien Vermote (BEL)           | DNF                            |
| Director esportiu: Arthur Van Dongen, Maarten Wynants |                                |                                |

| Tudor Pro Cycling Team TUD                       | Tudor Pro Cycling Team TUD  | Tudor Pro Cycling Team TUD |
| ------------------------------------------------ | --------------------------- | -------------------------- |
| Núm                                              | Ciclista                    | Pos                        |
| 211                                              | Nils Brun (SUI)             | 90è                        |
| 212                                              | Lucas Eriksson (SWE) (ruta) | 66è                        |
| 213                                              | Alexander Kamp (DEN)        | DNF                        |
| 214                                              | Sébastien Reichenbach (SUI) | 55è                        |
| 215                                              | Roland Thalmann (SUI)       | DNF                        |
| 216                                              | Hannes Wilksch (GER)        | 96è                        |
| 217                                              | Luc Wirtgen (LUX)           | 31è                        |
| Director esportiu: Claudio Cozzi, Matteo Tosatto |                             |                            |

| UAE Team Emirates UAD                            | UAE Team Emirates UAD      | UAE Team Emirates UAD |
| ------------------------------------------------ | -------------------------- | --------------------- |
| Núm                                              | Ciclista                   | Pos                   |
| 221                                              | Tadej Pogačar (SLO) (ruta) | 1r                    |
| 222                                              | Isaac del Toro (MEX)       | DNF                   |
| 223                                              | Filippo Baroncini (ITA)    | 48è                   |
| 224                                              | Jan Christen (SUI)         | DNF                   |
| 225                                              | Marc Hirschi (SUI) (ruta)  | 68è                   |
| 226                                              | Domen Novak (SLO)          | DNF                   |
| 227                                              | Tim Wellens (BEL)          | 13è                   |
| Director esportiu: Andrej Hauptman, Manuele Mori |                            |                       |

| Uno-X Mobility UXM                                   | Uno-X Mobility UXM               | Uno-X Mobility UXM |
| ---------------------------------------------------- | -------------------------------- | ------------------ |
| Núm                                                  | Ciclista                         | Pos                |
| 231                                                  | Magnus Cort Nielsen (DEN)        | 27è                |
| 232                                                  | Jonas Abrahamsen (NOR)           | 57è                |
| 233                                                  | Martin Bugge Urianstad (NOR)     | 77è                |
| 234                                                  | Odd Christian Eiking (NOR)       | 50è                |
| 235                                                  | Markus Hoelgaard (NOR)           | 38è                |
| 236                                                  | Jonas Iversby Hvideberg (NOR)    | FC                 |
| 237                                                  | Anders Halland Johannessen (NOR) | DNF                |
| Director esportiu: Kurt Asle Arvesen, Leonard Snoeks |                                  |                    |

| Bahrain Victorious TBV                              | Bahrain Victorious TBV  | Bahrain Victorious TBV |
| --------------------------------------------------- | ----------------------- | ---------------------- |
| Núm                                                 | Ciclista                | Pos                    |
| 241                                                 | Matej Mohorič (SLO)     | 5è                     |
| 242                                                 | Nicolò Buratti (ITA)    | DNF                    |
| 243                                                 | Matevž Govekar (SLO)    | 101è                   |
| 244                                                 | Fran Miholjević (CRO)   | 99è                    |
| 245                                                 | Andrea Pasqualon (ITA)  | 80è                    |
| 246                                                 | Torstein Træen (NOR)    | 103è                   |
| 247                                                 | Edoardo Zambanini (ITA) | 49è                    |
| Director esportiu: Roman Kreuziger, Gorazd Štangelj |                         |                        |

| Ineos Grenadiers IGD                                | Ineos Grenadiers IGD     | Ineos Grenadiers IGD |
| --------------------------------------------------- | ------------------------ | -------------------- |
| Núm                                                 | Ciclista                 | Pos                  |
| 1                                                   | Thomas Pidcock (GBR)     | 4t                   |
| 2                                                   | Thymen Arensman (NED)    | DNF                  |
| 3                                                   | Geraint Thomas (GBR)     | 71è                  |
| 4                                                   | Kim Heiduk (GER)         | 72è                  |
| 5                                                   | Michał Kwiatkowski (POL) | DNF                  |
| 6                                                   | Salvatore Puccio (ITA)   | DNF                  |
| 7                                                   | Magnus Sheffield (USA)   | 18è                  |
| Director esportiu: Dario David Cioni, Kurt Bogaerts |                          |                      |

| Alpecin-Deceuninck ADC                                  | Alpecin-Deceuninck ADC      | Alpecin-Deceuninck ADC |
| ------------------------------------------------------- | --------------------------- | ---------------------- |
| Núm                                                     | Ciclista                    | Pos                    |
| 11                                                      | Quinten Hermans (BEL)       | 69è                    |
| 12                                                      | Nicola Conci (ITA)          | FC                     |
| 13                                                      | Michael Gogl (AUT)          | 63è                    |
| 14                                                      | Juri Hollmann (GER)         | 87è                    |
| 15                                                      | Oscar Riesebeek (NED)       | DNF                    |
| 16                                                      | Fabio Van den Bossche (BEL) | DNF                    |
| 17                                                      | Gianni Vermeersch (BEL)     | 32è                    |
| Director esportiu: Christoph Roodhooft, Gianni Meersman |                             |                        |

| Arkéa-B&B Hotels ARK              | Arkéa-B&B Hotels ARK            | Arkéa-B&B Hotels ARK |
| --------------------------------- | ------------------------------- | -------------------- |
| Núm                               | Ciclista                        | Pos                  |
| 21                                | Vincenzo Albanese (ITA)         | 97è                  |
| 22                                | Anthony Delaplace (FRA)         | DNF                  |
| 23                                | Simon Guglielmi (FRA)           | DNF                  |
| 24                                | Cristián Rodríguez Martín (ESP) | DNF                  |
| 25                                | Kévin Ledanois (FRA)            | DNF                  |
| 26                                | Kévin Vauquelin (FRA)           | 21è                  |
| 27                                | Clément Venturini (FRA)         | 42è                  |
| Director esportiu: Mickael Leveau |                                 |                      |

| Astana Qazaqstan Team AST                       | Astana Qazaqstan Team AST     | Astana Qazaqstan Team AST |
| ----------------------------------------------- | ----------------------------- | ------------------------- |
| Núm                                             | Ciclista                      | Pos                       |
| 31                                              | Simone Velasco (ITA) (ruta)   | 59è                       |
| 32                                              | Yevgeniy Fedorov (KAZ)        | DNF                       |
| 33                                              | Gianmarco Garofoli (ITA)      | 33è                       |
| 34                                              | Michele Gazzoli (ITA)         | DNF                       |
| 35                                              | Gleb Brussenskiy (KAZ) (ruta) | DNF                       |
| 36                                              | Harold Martín López (ECU)     | FC                        |
| 37                                              | Ide Schelling (NED)           | 76è                       |
| Director esportiu: Mark Renshaw, Stefano Zanini |                               |                           |

| Bora-Hansgrohe BOH                                    | Bora-Hansgrohe BOH           | Bora-Hansgrohe BOH |
| ----------------------------------------------------- | ---------------------------- | ------------------ |
| Núm                                                   | Ciclista                     | Pos                |
| 41                                                    | Sergio Higuita García (COL)  | 34è                |
| 42                                                    | Giovanni Aleotti (ITA)       | DNF                |
| 43                                                    | Cesare Benedetti (POL)       | DNF                |
| 44                                                    | Patrick Gamper (AUT)         | DNF                |
| 45                                                    | Lennard Kämna (GER)          | 20è                |
| 46                                                    | Jonas Koch (GER)             | DNF                |
| 47                                                    | Daniel Martínez Poveda (COL) | 37è                |
| Director esportiu: Enrico Gasparotto, Christian Pömer |                              |                    |

| Cofidis COF                                           | Cofidis COF                    | Cofidis COF |
| ----------------------------------------------------- | ------------------------------ | ----------- |
| Núm                                                   | Ciclista                       | Pos         |
| 51                                                    | Guillaume Martin (FRA)         | 67è         |
| 52                                                    | Thomas Champion (FRA)          | 54è         |
| 53                                                    | Eddy Finé (FRA)                | DNF         |
| 54                                                    | Jonathan Lastra Martínez (ESP) | 98è         |
| 55                                                    | Simon Geschke (GER)            | 52è         |
| 56                                                    | Axel Mariault (FRA)            | DNF         |
| 57                                                    | Axel Zingle (FRA)              | 85è         |
| Director esportiu: Yvonnick Bolgiani, Roberto Damiani |                                |             |

| Team Corratec-Vini Fantini COR                        | Team Corratec-Vini Fantini COR | Team Corratec-Vini Fantini COR |
| ----------------------------------------------------- | ------------------------------ | ------------------------------ |
| Núm                                                   | Ciclista                       | Pos                            |
| 61                                                    | Valerio Conti (ITA)            | DNF                            |
| 62                                                    | Davide Baldaccini (ITA)        | DNF                            |
| 63                                                    | Niccolò Bonifazio (ITA)        | DNF                            |
| 64                                                    | Valentin Darbellay (SUI)       | 84è                            |
| 65                                                    | Lorenzo Quartucci (ITA)        | 51è                            |
| 66                                                    | Kristian Sbaragli (ITA)        | 83è                            |
| 67                                                    | Mark Stewart (GBR)             | DNF                            |
| Director esportiu: Francesco Frassi, Marco Zamparella |                                |                                |

| Decathlon-AG2R La Mondiale DAT  | Decathlon-AG2R La Mondiale DAT | Decathlon-AG2R La Mondiale DAT |
| ------------------------------- | ------------------------------ | ------------------------------ |
| Núm                             | Ciclista                       | Pos                            |
| 71                              | Benoît Cosnefroy (FRA)         | 6è                             |
| 72                              | Jaakko Hänninen (FIN)          | 88è                            |
| 73                              | Jordan Labrosse (FRA)          | DNF                            |
| 74                              | Paul Lapeira (FRA)             | 74è                            |
| 75                              | Bastien Tronchon (FRA)         | 26è                            |
| 76                              | Andrea Vendrame (ITA)          | 22è                            |
| 77                              | Nans Peters (FRA)              | 28è                            |
| Director esportiu: Cyril Dessel |                                |                                |

| EF Education-EasyPost EFE                        | EF Education-EasyPost EFE        | EF Education-EasyPost EFE |
| ------------------------------------------------ | -------------------------------- | ------------------------- |
| Núm                                              | Ciclista                         | Pos                       |
| 81                                               | Richard Carapaz Montenegro (ECU) | 24è                       |
| 82                                               | Alberto Bettiol (ITA)            | 70è                       |
| 83                                               | Stefan de Bod (RSA)              | DNF                       |
| 84                                               | Ben Healy (IRL) (ruta)           | 12è                       |
| 85                                               | Mikkel Frølich Honoré (DEN)      | 47è                       |
| 86                                               | Neilson Powless (USA)            | 86è                       |
| 87                                               | James Shaw (GBR)                 | 78è                       |
| Director esportiu: Matti Breschel, Ken Vanmarcke |                                  |                           |

| Groupama-FDJ GFC                              | Groupama-FDJ GFC              | Groupama-FDJ GFC |
| --------------------------------------------- | ----------------------------- | ---------------- |
| Núm                                           | Ciclista                      | Pos              |
| 91                                            | Valentin Madouas (FRA) (ruta) | 15è              |
| 92                                            | Lewis Askey (GBR)             | 104è             |
| 93                                            | Lorenzo Germani (ITA)         | 94è              |
| 94                                            | Romain Grégoire (FRA)         | 39è              |
| 95                                            | Lenny Martinez (FRA)          | 8è               |
| 96                                            | Olivier Le Gac (FRA)          | 73è              |
| 97                                            | Fabian Lienhard (SUI)         | 89è              |
| Director esportiu: Yvon Caër, Jussi Veikkanen |                               |                  |

| Intermarché-Wanty IWA              | Intermarché-Wanty IWA   | Intermarché-Wanty IWA |
| ---------------------------------- | ----------------------- | --------------------- |
| Núm                                | Ciclista                | Pos                   |
| 101                                | Lorenzo Rota (ITA)      | 29è                   |
| 102                                | Francesco Busatto (ITA) | 14è                   |
| 103                                | Kevin Colleoni (ITA)    | DNF                   |
| 104                                | Tom Paquot (BEL)        | DNF                   |
| 105                                | Simone Petilli (ITA)    | 91è                   |
| 106                                | Dion Smith (NZL)        | 58è                   |
| 107                                | Rein Taaramäe (EST)     | DNF                   |
| Director esportiu: Laurenzo Lapage |                         |                       |

| Israel-Premier Tech IPT                        | Israel-Premier Tech IPT | Israel-Premier Tech IPT |
| ---------------------------------------------- | ----------------------- | ----------------------- |
| Núm                                            | Ciclista                | Pos                     |
| 111                                            | Stephen Williams (GBR)  | 75è                     |
| 112                                            | Simon Clarke (AUS)      | 46è                     |
| 113                                            | Marco Frigo (ITA)       | DNF                     |
| 114                                            | Krists Neilands (LAT)   | 16è                     |
| 115                                            | Nadav Raisberg (ISR)    | 100è                    |
| 116                                            | Riley Sheehan (USA)     | 105è                    |
| 117                                            | Dylan Teuns (BEL)       | 23è                     |
| Director esportiu: Rik Verbrugghe, Steve Bauer |                         |                         |

| Lidl-Trek LTK                                         | Lidl-Trek LTK              | Lidl-Trek LTK |
| ----------------------------------------------------- | -------------------------- | ------------- |
| Núm                                                   | Ciclista                   | Pos           |
| 121                                                   | Andrea Bagioli (ITA)       | 82è           |
| 122                                                   | Fabio Felline (ITA)        | DNF           |
| 123                                                   | Jacopo Mosca (ITA)         | 60è           |
| 124                                                   | Quinn Simmons (USA) (ruta) | DNF           |
| 125                                                   | Toms Skujiņš (LAT)         | 2n            |
| 126                                                   | Edward Theuns (BEL)        | DNF           |
| 127                                                   | Mathias Vacek (CZE) (ruta) | DNF           |
| Director esportiu: Steven de Jongh, Iaroslav Popòvitx |                            |               |

| Lotto Dstny LTD                                    | Lotto Dstny LTD           | Lotto Dstny LTD |
| -------------------------------------------------- | ------------------------- | --------------- |
| Núm                                                | Ciclista                  | Pos             |
| 131                                                | Maxim Van Gils (BEL)      | 3r              |
| 132                                                | Jenno Berckmoes (BEL)     | 92è             |
| 133                                                | Logan Currie (NZL)        | 65è             |
| 134                                                | Johannes Adamietz (GER)   | DNF             |
| 135                                                | Arjen Livyns (BEL)        | DNF             |
| 136                                                | Lennert Van Eetvelt (BEL) | 11è             |
| 137                                                | Sylvain Moniquet (BEL)    | DNF             |
| Director esportiu: Mario Aerts, Kurt Van De Wouwer |                           |                 |

| Movistar Team MOV                                     | Movistar Team MOV               | Movistar Team MOV |
| ----------------------------------------------------- | ------------------------------- | ----------------- |
| Núm                                                   | Ciclista                        | Pos               |
| 141                                                   | Davide Formolo (ITA)            | 7è                |
| 142                                                   | Carlos Canal Blanco (ESP)       | 25è               |
| 143                                                   | Iván García Cortina (ESP)       | 43è               |
| 144                                                   | Nélson Oliveira (POR)           | 36è               |
| 145                                                   | Vinicius Rangel Costa (BRA)     | 102è              |
| 146                                                   | Sergio Samitier (ESP)           | 93è               |
| 147                                                   | Gonzalo Serrano Rodríguez (ESP) | 35è               |
| Director esportiu: Xabier Muriel, Maximilian Sciandri |                                 |                   |

| Q36.5 Pro Cycling Team Q36            | Q36.5 Pro Cycling Team Q36       | Q36.5 Pro Cycling Team Q36 |
| ------------------------------------- | -------------------------------- | -------------------------- |
| Núm                                   | Ciclista                         | Pos                        |
| 151                                   | Gianluca Brambilla (ITA)         | DNF                        |
| 152                                   | Walter Calzoni (ITA)             | DNF                        |
| 153                                   | Filippo Conca (ITA)              | 62è                        |
| 154                                   | David de la Cruz Melgarejo (ESP) | DNF                        |
| 155                                   | Mark Donovan (GBR)               | 45è                        |
| 156                                   | Alessandro Fancellu (ITA)        | DNF                        |
| 157                                   | James Whelan (AUS)               | DNF                        |
| Director esportiu: Gabriele Missaglia |                                  |                            |

| Soudal Quick-Step SOQ                               | Soudal Quick-Step SOQ    | Soudal Quick-Step SOQ |
| --------------------------------------------------- | ------------------------ | --------------------- |
| Núm                                                 | Ciclista                 | Pos                   |
| 161                                                 | Julian Alaphilippe (FRA) | DNF                   |
| 162                                                 | Kasper Asgreen (DEN)     | 40è                   |
| 163                                                 | Josef Černý (CZE)        | DNF                   |
| 164                                                 | Antoine Huby (FRA)       | 56è                   |
| 165                                                 | Paul Magnier (FRA)       | DNF                   |
| 166                                                 | Pieter Serry (BEL)       | DNF                   |
| 167                                                 | Mauri Vansevenant (BEL)  | 41è                   |
| Director esportiu: Davide Bramati, Wilfried Peeters |                          |                       |

| Team dsm-firmenich PostNL DFP   | Team dsm-firmenich PostNL DFP | Team dsm-firmenich PostNL DFP |
| ------------------------------- | ----------------------------- | ----------------------------- |
| Núm                             | Ciclista                      | Pos                           |
| 171                             | Romain Bardet (FRA)           | 17è                           |
| 172                             | Warren Barguil (FRA)          | DNF                           |
| 173                             | Romain Combaud (FRA)          | DNF                           |
| 174                             | Bram Welten (NED)             | DNF                           |
| 175                             | Chris Hamilton (AUS)          | 64è                           |
| 176                             | Frank van den Broek (NED)     | 61è                           |
| 177                             | Kevin Vermaerke (USA)         | 30è                           |
| Director esportiu: Luke Roberts |                               |                               |

| Team Jayco AlUla JAY                            | Team Jayco AlUla JAY          | Team Jayco AlUla JAY |
| ----------------------------------------------- | ----------------------------- | -------------------- |
| Núm                                             | Ciclista                      | Pos                  |
| 181                                             | Davide De Pretto (ITA)        | DNF                  |
| 182                                             | Lawson Craddock (USA)         | DNF                  |
| 183                                             | Alessandro De Marchi (ITA)    | 81è                  |
| 184                                             | Felix Engelhardt (GER)        | DNF                  |
| 185                                             | Christopher Juul-Jensen (DEN) | DNF                  |
| 186                                             | Rudy Porter (AUS)             | 53è                  |
| 187                                             | Filippo Zana (ITA)            | 9è                   |
| Director esportiu: Pieter Weening, Valerio Piva |                               |                      |

| Team Polti Kometa PTK                               | Team Polti Kometa PTK       | Team Polti Kometa PTK |
| --------------------------------------------------- | --------------------------- | --------------------- |
| Núm                                                 | Ciclista                    | Pos                   |
| 191                                                 | Davide De Cassan (ITA)      | DNF                   |
| 192                                                 | Erik Fetter (HUN)           | DNF                   |
| 193                                                 | Germán Darío Gómez (COL)    | DNF                   |
| 194                                                 | Francisco Muñoz Llana (ESP) | 79è                   |
| 195                                                 | Andrea Pietrobon (ITA)      | FC                    |
| 196                                                 | Alex Martin (ESP)           | DNF                   |
| 197                                                 | Diego Sevilla (ESP)         | DNF                   |
| Director esportiu: Stefano Zanatta, Giovanni Ellena |                             |                       |

| Team Visma \| Lease a Bike TVL                        | Team Visma \| Lease a Bike TVL | Team Visma \| Lease a Bike TVL |
| ----------------------------------------------------- | ------------------------------ | ------------------------------ |
| Núm                                                   | Ciclista                       | Pos                            |
| 201                                                   | Christophe Laporte (FRA)       | 10è                            |
| 202                                                   | Sepp Kuss (USA)                | DNF                            |
| 203                                                   | Bart Lemmen (NED)              | 44è                            |
| 204                                                   | Ben Tulett (GBR)               | 95è                            |
| 205                                                   | Tosh Van der Sande (BEL)       | DNF                            |
| 206                                                   | Attila Valter (HUN) (ruta)     | 19è                            |
| 207                                                   | Julien Vermote (BEL)           | DNF                            |
| Director esportiu: Arthur Van Dongen, Maarten Wynants |                                |                                |

| Tudor Pro Cycling Team TUD                       | Tudor Pro Cycling Team TUD  | Tudor Pro Cycling Team TUD |
| ------------------------------------------------ | --------------------------- | -------------------------- |
| Núm                                              | Ciclista                    | Pos                        |
| 211                                              | Nils Brun (SUI)             | 90è                        |
| 212                                              | Lucas Eriksson (SWE) (ruta) | 66è                        |
| 213                                              | Alexander Kamp (DEN)        | DNF                        |
| 214                                              | Sébastien Reichenbach (SUI) | 55è                        |
| 215                                              | Roland Thalmann (SUI)       | DNF                        |
| 216                                              | Hannes Wilksch (GER)        | 96è                        |
| 217                                              | Luc Wirtgen (LUX)           | 31è                        |
| Director esportiu: Claudio Cozzi, Matteo Tosatto |                             |                            |

| UAE Team Emirates UAD                            | UAE Team Emirates UAD      | UAE Team Emirates UAD |
| ------------------------------------------------ | -------------------------- | --------------------- |
| Núm                                              | Ciclista                   | Pos                   |
| 221                                              | Tadej Pogačar (SLO) (ruta) | 1r                    |
| 222                                              | Isaac del Toro (MEX)       | DNF                   |
| 223                                              | Filippo Baroncini (ITA)    | 48è                   |
| 224                                              | Jan Christen (SUI)         | DNF                   |
| 225                                              | Marc Hirschi (SUI) (ruta)  | 68è                   |
| 226                                              | Domen Novak (SLO)          | DNF                   |
| 227                                              | Tim Wellens (BEL)          | 13è                   |
| Director esportiu: Andrej Hauptman, Manuele Mori |                            |                       |

| Uno-X Mobility UXM                                   | Uno-X Mobility UXM               | Uno-X Mobility UXM |
| ---------------------------------------------------- | -------------------------------- | ------------------ |
| Núm                                                  | Ciclista                         | Pos                |
| 231                                                  | Magnus Cort Nielsen (DEN)        | 27è                |
| 232                                                  | Jonas Abrahamsen (NOR)           | 57è                |
| 233                                                  | Martin Bugge Urianstad (NOR)     | 77è                |
| 234                                                  | Odd Christian Eiking (NOR)       | 50è                |
| 235                                                  | Markus Hoelgaard (NOR)           | 38è                |
| 236                                                  | Jonas Iversby Hvideberg (NOR)    | FC                 |
| 237                                                  | Anders Halland Johannessen (NOR) | DNF                |
| Director esportiu: Kurt Asle Arvesen, Leonard Snoeks |                                  |                    |

| Bahrain Victorious TBV                              | Bahrain Victorious TBV  | Bahrain Victorious TBV |
| --------------------------------------------------- | ----------------------- | ---------------------- |
| Núm                                                 | Ciclista                | Pos                    |
| 241                                                 | Matej Mohorič (SLO)     | 5è                     |
| 242                                                 | Nicolò Buratti (ITA)    | DNF                    |
| 243                                                 | Matevž Govekar (SLO)    | 101è                   |
| 244                                                 | Fran Miholjević (CRO)   | 99è                    |
| 245                                                 | Andrea Pasqualon (ITA)  | 80è                    |
| 246                                                 | Torstein Træen (NOR)    | 103è                   |
| 247                                                 | Edoardo Zambanini (ITA) | 49è                    |
| Director esportiu: Roman Kreuziger, Gorazd Štangelj |                         |                        |